# Dermogenys bispina
Dermogenys bispina is een straalvinnige vissensoort uit de familie van de Zenarchopterida. De wetenschappelijke naam van de soort is voor het eerst geldig gepubliceerd in 1998 door Meisner & Collette.